# Туманные источники
Туманные источники — термоминеральные источники на Чукотском полуострове.
Относятся к территории Чукотского района Чукотского автономного округа России.
Расположены в ненаселённой местности в кратероподобном углублении левобережной террасы в верховьях реки Гильмимлевеем, близ ещё более крупных Мечигменских источников. Ключевая площадка находится у подножия цепи пологих сопок на плоском дне котловины, восточный борт которой более отлогий, а северный обрывистый.
Дебит источников 7 л/с, вынос тепла 410 Ккал/с (1,7 Мвт), базовая температура (глубинные температуры формирования гидротерм) 150—200 °C.
Химический состав вод (мг/л): Na 1000, K 69, Ca 108, Mg 12, Li 4,34.
Туманные источники входят в состав комплексного памятника природы «Термальный».